# Osmanische Griechen

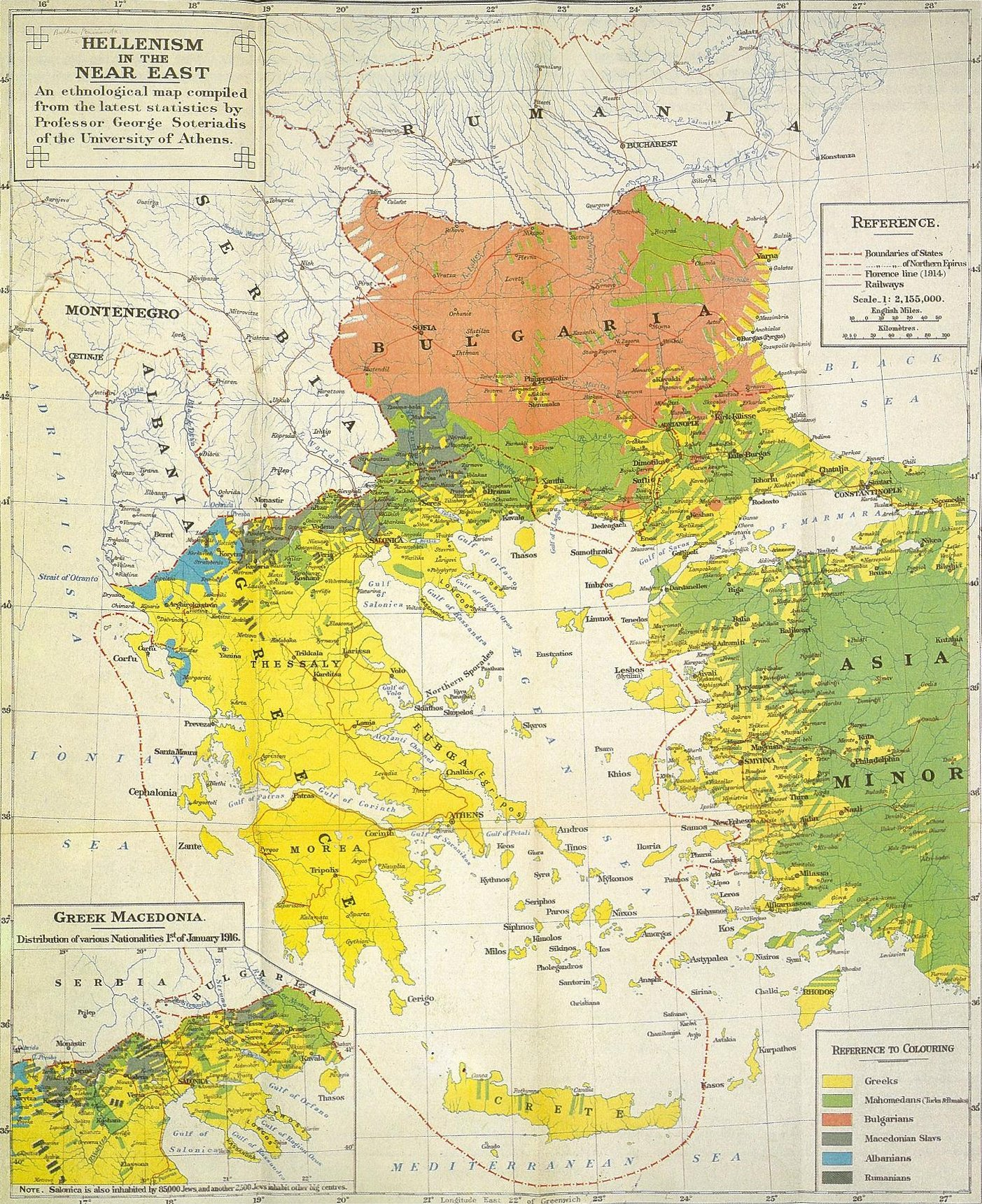
Hellenismus (gelb) im Nahen Osten während und nach dem Ersten Weltkrieg, nach George Soteriadis von der Universität Athen.

Der Artikel osmanische Griechen (griechisch Οθωμανοί Έλληνες, türkisch Osmanlı Rumları) behandelt Personen, die orthodoxen Glaubens waren, (anders als die anderen orthodoxen Völker Südosteuropas und die arabischsprachigen orthodoxen Bewohner der Levante und Ägyptens) regelmäßig Griechisch sprachen und die als Untertanen des Sultans im Osmanischen Reich (1299–1923), dem Vorgänger der Republik Türkei, lebten. Diese Personen zählten zur Millet-i Rum. Rum bezeichnet die Rhomäer (griechisch Ῥωμαῖοι ‚Römer‘), die aus dem oströmisch-byzantinischen Reich herrührende, bis weit in die Neuzeit gebräuchliche Eigenbezeichnung der Griechen. Zu diesem Personenkreis gehörten auch die Pontosgriechen. Ebenso werden die orthodoxen Karamanen dazu gerechnet, obwohl diese Türkisch sprechen bzw. sprachen. Ihre ethnische Herkunft ist ungeklärt.
Davon sind zu unterscheiden die im Osmanischen Reich lebenden Personen griechischer Sprache, die Untertanen fremder Staaten waren, etwa des Russischen Reichs oder (ab 1832) des Königreichs Griechenland. Für diese galt ein in den sogenannten Kapitulationen niedergelegtes Sonderrecht. Ebenso zählten nicht dazu die oft mit dem Namen Levantiner bezeichneten Personen katholischen Glaubens, auch wenn sie im Alltag Griechisch sprachen.
Mit den ethnischen Säuberungen an den Pontosgriechen und der blutigen Vertreibung der überlebenden Griechen 1914 bis 1923 kam das einst florierende griechische Leben im Osmanischen Reich nahezu zum Erlöschen.

## Geschichte

### Rechtsstatus

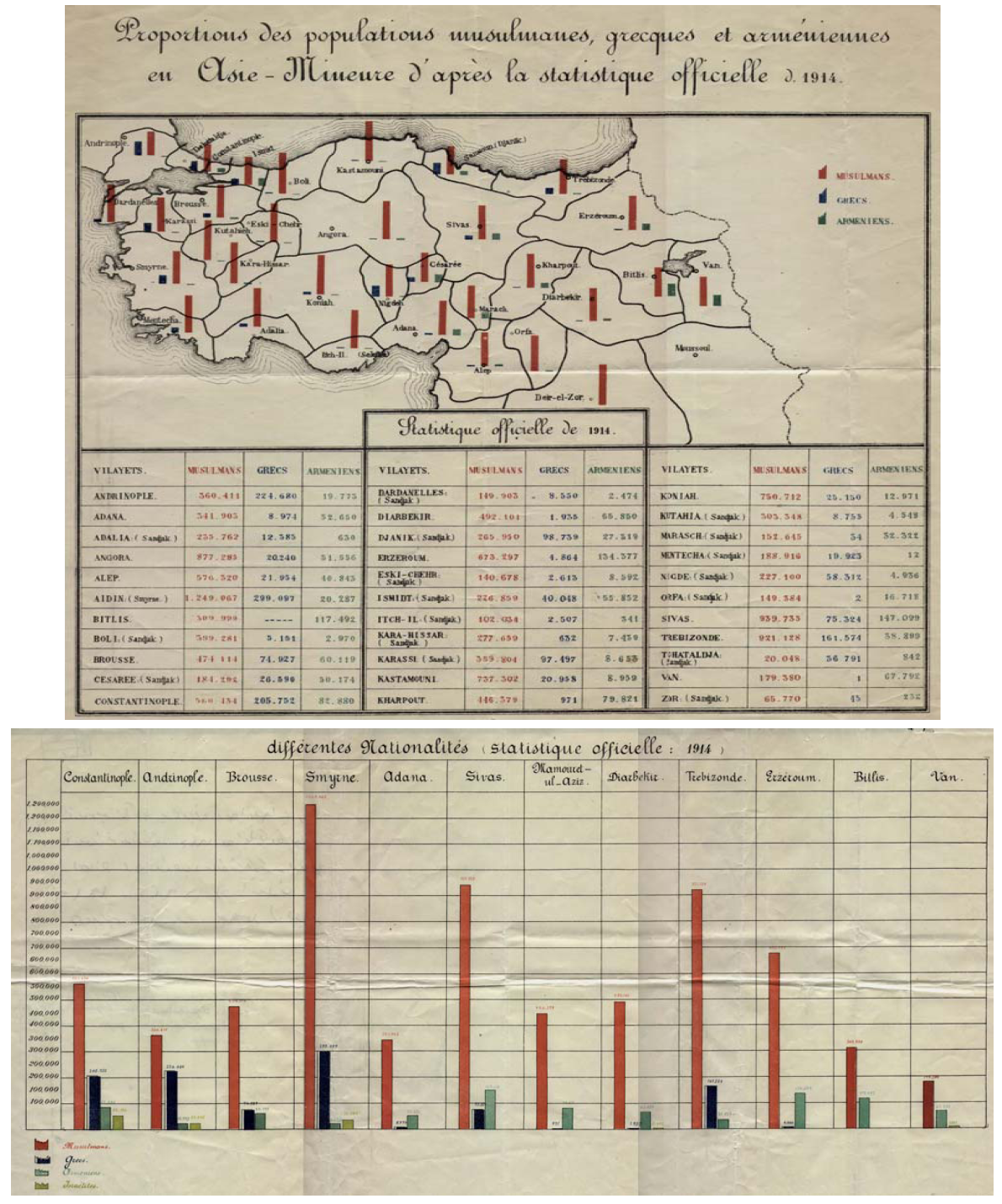
Ein Dokument von 1914, welches die offiziellen Zahlen der osmanischen Volkszählung 1914 zeigt. Die gesamte Bevölkerung (Zusammenfassung aller millets) betrug 20.975.345, wobei die griechische Bevölkerung 1.792.206 ausmachte.

Im Osmanischen Reich wurden die griechischen Christen im Einklang mit dem islamischen Dhimmi-System in ihrer Glaubensausübung behindert, und die Griechen als Menschen zweiter Klasse behandelt. Christen und Juden wurden nicht als den Muslimen ebenbürtig betrachtet: Zeugenaussagen gegen Muslime durch Christen und Juden waren vor Gerichten unzulässig. Ihnen wurde es verboten, Waffen zu besitzen oder auf Pferden zu reiten, ihre Häuser durften nicht jene der Muslime überragen, und ihre Religionspraktiken durften nur so unauffällig wie möglich ausgeübt werden, zusätzlich zu mehreren anderen gesetzlichen Beschränkungen. Verstöße gegen diese Statuten konnten in harten Bestrafungen enden, rangierend von Eintreibung von Strafzahlungen bis hin zu Hinrichtungen.
Der griechische Ökumenische Patriarch wurde als die höchste religiöse und politische Autorität (Millet-baschi oder Ethnarch) aller orthodoxen christlichen Subjekte des Sultans anerkannt, obwohl in bestimmten Perioden einige Regionalmächte, wie Russland (unter dem Vertrag von Küçük Kaynarca 1774), oder Großbritannien das Recht auf Schutz über die orthodoxen Subjekte des Osmanischen Reiches beanspruchten.

### 19. Jahrhundert
Nach dem Aufstand der Griechen im Jahre 1821 gegen das Osmanische Reich, aber insbesondere nach Anerkennung der Unabhängigkeit von Griechenland durch die Londoner Konferenz von 1832, hatte sich die Stimmung gegenüber der griechischen Bevölkerung im Osmanischen Reich weitgehend verschlechtert. Nationalistische Gedanken fanden immer mehr Anhänger, auch unter der türkischen Bevölkerung im Vielvölkerstaat der Osmanen. Ein Miteinander wurde mit der Zeit und dem Zerfall des Osmanischen Reiches immer schwieriger.
Die drei großen europäischen Mächte, Großbritannien, Frankreich und Russland (bekannt als Großmächte), waren mit der Behandlung der christlichen Minderheiten durch das osmanische Reich nicht einverstanden und setzten die osmanische Regierung (auch bekannt als Hohe Pforte) zunehmend unter Druck, um gleiche Rechte auf alle ihre Bürger auszuweiten. Beginnend im Jahr 1839 führte die osmanische Regierung im Zuge des Osmanismus die Tanzimat-Reformen ein, um die Situation der Minderheiten zu verbessern, obwohl diese sich als größtenteils ineffektiv herausstellten. 1856 versprach das Edikt Hatt-ı Hümâyûn Gleichheit für alle osmanischen Bürger ungeachtet ihrer Ethnizität oder Konfession, und erweiterte den Rahmen des Ediktes Hatt-ı Şerif 1839 vom Gülhane-Park. Die reformistische Periode führte zur Verfassung, dem Kanûn-ı Esâsî (Osmanische Verfassung), geschrieben von Mitgliedern der Jungosmanen, und bekanntgemacht am 23. November 1876. Es etablierte Glaubensfreiheit und Gleichheit aller Bürger vor dem Gesetz – was aber kaum umgesetzt wurde.

### 20. Jahrhundert

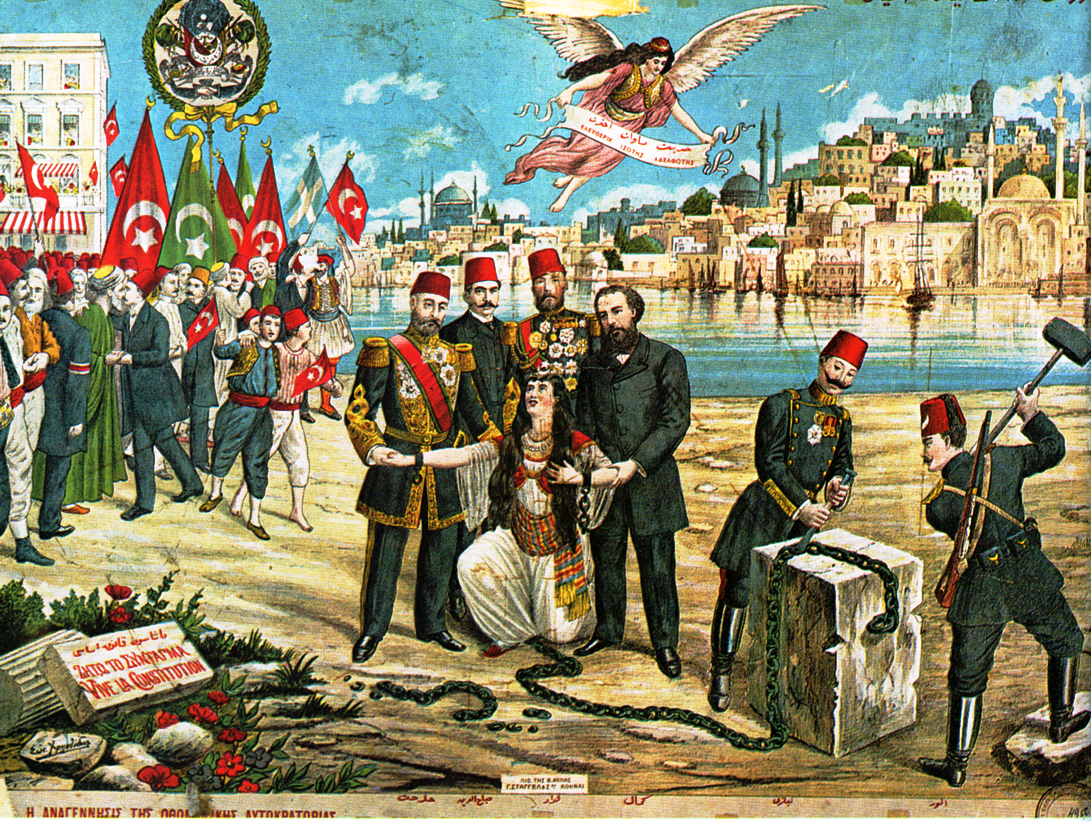
Osmanische griechische Lithographie zur Feier des Jungtürkenrevolution von 1908 und der Wiedereinführung der verfassungsmäßigen Herrschaft im Osmanischen Reich. Der Engel schwingt einen Kattun mit der Aufschrift „Freiheit, Gleichheit, Brüderlichkeit“.

Am 24. Juli 1908 gab es für Griechen mehr Hoffnung als Sultan Abdülhamid II. (r. 1876–1909) abgesetzt wurde und die Verfassung, die er Jahre vorher außer Kraft gesetzt hatte, wieder Gültigkeit erlangte. Das Komitee für Einheit und Fortschritt (gemeinhin als Jungtürken bezeichnet), eine politische Partei in Opposition zur absoluten Herrschaft des Sultans Abdülhamid II., hatte eine Rebellion gegen ihren Herrscher eingeleitet. Schließlich setzten die Pro-Reform-Jungtürken den Sultan ab und ersetzten ihn durch Sultan Mehmed V (r. 1908–1918).
Vor dem Ersten Weltkrieg gab es geschätzt 1,8 Millionen Griechen, die im Osmanischen Reich lebten. Einige prominente osmanische Griechen dienten als osmanische Parlamentsabgeordnete. Im Parlament von 1908 gab es sechsundzwanzig osmanisch-griechische Abgeordnete, aber ihre Zahl sank bis 1914 auf acht.
Während des Ersten Weltkrieges und dem Griechisch-Türkischen Krieg zwischen 1914 und 1923 wurden Griechen in Thrakien und Kleinasien Opfer von einer Vernichtungskampagne, darunter Massaker wie beim Brand von Smyrna und interne Vertreibungen mit Todesmärschen. Die Internationale Vereinigung von Völkermordforschern (IAGS) erkennt diese als Völkermord an und bezeichnet die Kampagnen als „Völkermord an den Pontosgriechen“.

## Patriarchat
Nach dem Fall von Konstantinopel 1453, als der Sultan virtuell den byzantinischen Kaiser ersetzte, wurde unter den nunmehr untergeordneten und unterdrückten Christen das Ökumenische Patriarchat von Konstantinopel vom Sultan als der religiöse und nationale Führer der Griechen und der anderen Ethnien, die ins griechisch-orthodoxe Millet eingeschlossen wurden, anerkannt. Das Patriarchat hatte die höchste Wichtigkeit und nahm die Schlüsselrolle unter den Christen des Osmanischen Reiches ein, da die Osmanen rechtlich nicht zwischen Nationalität und Religion unterschieden und daher alle orthodoxen Christen des Reiches als eine Einheit betrachteten.
Die Position des Patriarchats im osmanischen Staat förderte die Projekte der Griechischen Wiedergeburt, fokussiert auf die Wiederauferstehung und Wiederbelebung des Byzantinischen Reiches. Der Patriarch und die kirchlichen Würdenträger um ihn bildeten das erste Machtzentrum für Griechen im osmanischen Staat, obwohl ihre Strukturen durch den osmanischen Staat infiltriert wurden, während sie selbst den byzantinischen Adel anzogen.

## Identität
Die Griechen waren eine selbstbewusste Gruppe innerhalb der größeren christlich-orthodoxen Gemeinschaft, die durch das Osmanische Reich errichtet wurde. Sie unterschieden sich selbst von ihren orthodoxen Glaubensbrüdern, indem sie ihre griechische Kultur, Bräuche, Sprache sowie Bildungstraditionen aufrechterhielten. Über die gesamte postbyzantinische und osmanische Periode hin bezeichneten sich Griechen, als Mitglieder des Ökumenischen Patriarchats von Konstantinopel, als Graikoi (griechisch Γραικοί, „Griechen“) und Romaioi oder Romioi (griechisch Ρωμαίοι/Ρωμηιοί, „Rhomäer“, türkisch Rum). Sie spielten eine wichtige Rolle in der Wirtschaft und stiegen im Staatsdienst auf. Als Diplomaten bildeten sie eine Verbindung nach Europa. In jeder größeren osmanischen Stadt gab es griechische Gemeinden.

## Bekannte osmanische Griechen
- Aleksandro Karatodori (1833–1906)
- Basil Zaharoff (1849–1936)
- Christakis Zografos (1820–1896), Bankier und Benefaktor
- Elia Kazan (1909–2003), Filmregisseur
- Elias Venezis (1904–1973), Schriftsteller aus Ayvalık
- Emanuel Emanuelides, Osmanischer Parlamentsabgeordneter
- Evangelinos Misailides (1820–1890)
- Ibrahim Pascha, Großwesir von Suleyman dem Prächtigen
- Ishak Pascha, Großwesir
- Kösem Mahpeyker Sultan (1589–1651), Frau und Mutter mehrere Sultane, Regentin
- Nikolas Mavrokordatos (1680–1730)
- Prinz Alexandros Mavrokordatos (1791–1865)
- Yorgo Zarifi (1810–1884), Bankier und Financier
- Cornelius Castoriadis (1922–1997), Philosoph
- Aristoteles Onassis (1906–1975), Reeder
- Giorgos Seferis (1900–1971), Lyriker und Literaturnobelpreisträger

## Galerie

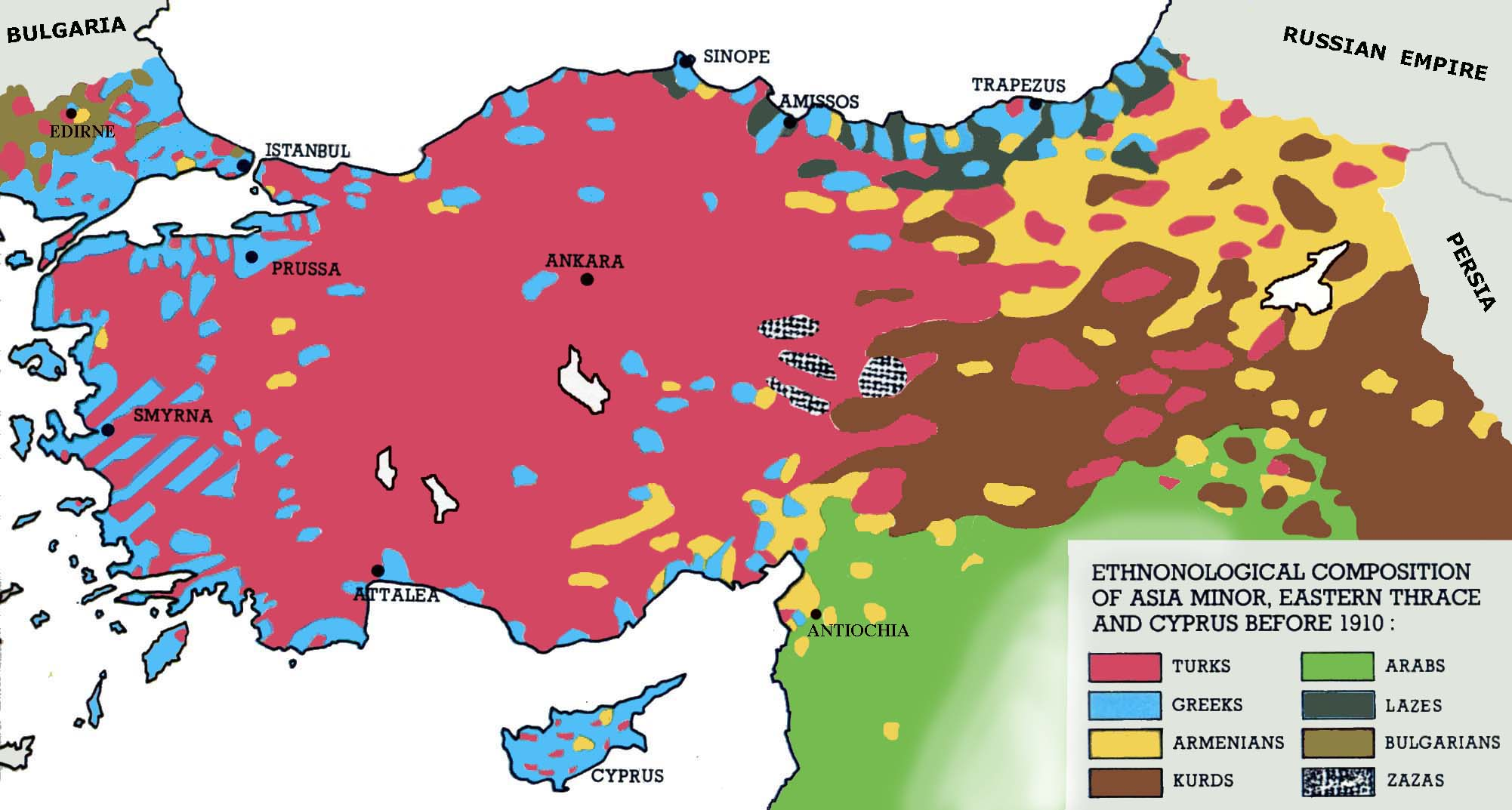
Ethnologische Karte 1910, die osmanischen Griechen in Blau
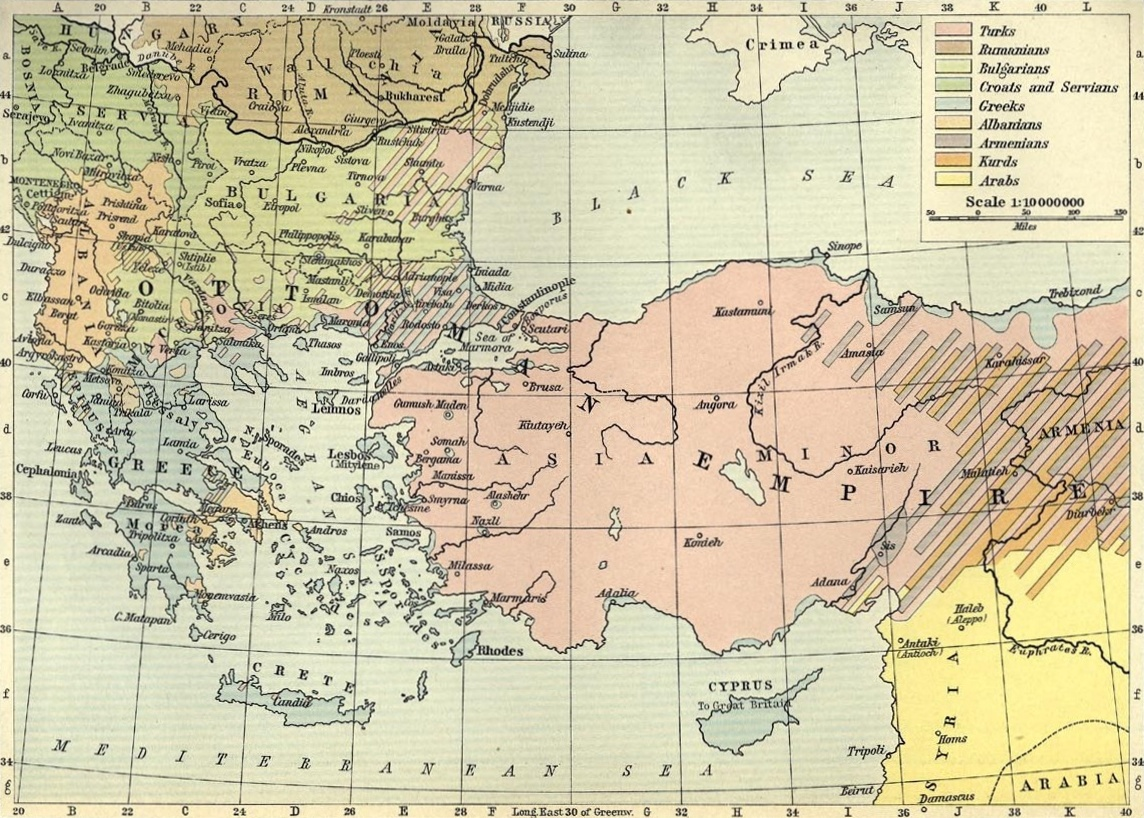
Karte der ethnischen Zusammensetzung der osmanischen Gebiete 1911
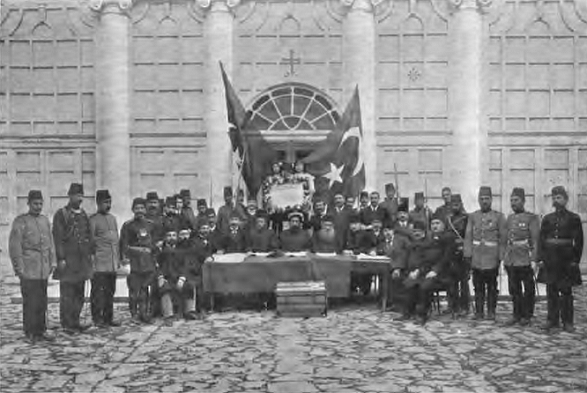
Deklaration der Verfassung; muslimische, griechische und armenische Führer zusammen